# Off-Shore Islands
Off-Shore Islands es una localidad de Trinidad y Tobago, que forma parte de la región de Diego Martín.

## Geografía
La localidad abarca la totalidad de las islas de Chacachacare, Cronstadt, Gaspar Grande, Huevos y Monos.

## Demografía
Datos demográficos de la localidad de Off-Shore Islands:
| Gráfica de evolución demográfica de Off-Shore Islands entre 2000 y 2011 |
|                                                                         |